# عبد الغفور البرعي
عبد الغفور البرعي هو شخصية خيالية أبتكرها الكاتب المصري إحسان عبد القدوس في روايته لن أعيش في جلباب أبي والتي صدرت عام 1982، تحولت الشخصية لاحقاً لأعمال فنية بداية من المسلسل الإذاعي بنفس الاسم عام 1995 من بطولة فريد شوقي وزهرة العلا، ثم طرحت مرة أخرى في مسلسل تلفزيوني بنفس الاسم عام 1996 من بطولة نور الشريف وعبلة كامل وإخراج أحمد توفيق، واستطاع المسلسل التلفزيوني نجاح منقطع النظير والذي صنفه الكثيرون كأحد أفضل المسلسلات في تاريخ الدراما المصرية، جعل ذلك شخصية عبد الغفور تصبح بارز بشدة لدى الجمهور ومقربة لهم.
شخصية عبد الغفور البرعي بالرواية ترمز للأب العصامي الذي نجح في أعماله وأصبح ثري ولكنه يصنع عقدة الأب الناجح لأبناءه، بالإضافة إلى أنه ذو أفكار تقليدية قديمة وغير متعلم ويتعامل مع أبناءه بصرامة مما يسبب في فشل حياتهم، ولكن المسلسل استطاع تقديم الشخصية بشكل مختلف وشهد اختلافات عديدة بينه وبين الرواية الأصلية والتي كانت شخصية عبد الغفور ليست محور الأحداث والرواية تروى من منظور ابنته التي تحاول الخروج من جلباب أبيها، لكن المسلسل استطاع تقديم الشخصية بشكل مختلف قليلاً حيث أضاف للشخصية العديد من القصص والأحداث لم تكن موجودة بالرواية وقام بسرد قصة نجاح طويلة والتي أقتبست من قصة نجاح شخص حقيقي، المسلسل أيضاً قدم أبعاد مختلفة لشخصية وقدمها بشكل معتدل عن الرواية في تعامله مع أبناءه، مما ساهم في نجاح المسلسل وتقبل عالي للشخصية لدى الجمهور.
وبالرغم من مرور العديد من السنوات على طرح الرواية وعرض المسلسل إلا أن شخصية عبد الغفور البرعي تحولت إلى ايقونة في وسائل التواصل الاجتماعي، حيث أنتشرت عن الشخصية العديد من الميمز عبر الأنترنت وتصدرت محركات البحث عبر الأنترنت عدة مرات، أيضاً في مجال الأعمال تحولت الشخصية إلى رمز لرجل الأعمال الناجح العصامي، أيضاً تم الإشارة للشخصية في العديد من الكتب والروايات الأخرى، وتم إدارج الشخصية في أسئلة إحدى الكتب المدرسية في مصر.

## حياته وأسرته
لم ترد بالرواية تفاصيل عن أصل ونشأة شخصية عبد الغفور سوى أنه كان عامل بسيط في وكالة البلح يعمل في الخردة حتى صار لاحقاً من الأثرياء، بينما المسلسل أسهب في رسم حياته الأولى والتي بحسب بعض المصادر أعتمد على القصة الحقيقية لشخص يدعى (نادى السباعى) الذي قدم من طنطا وبدأ رحلة نجاحه في تجارة الخردة من الستينيات، ويستعرض المسلسل قصة حياته بعد أن عمل مع الحاج إبراهيم سردينة وابنه محفوظ والريس مرسي وكلها شخصيات لم ترد في الرواية، ثم تعرفه على فاطمة التي ستصبح لاحقاً زوجته.
وينجب 6 أبناء بحسب الرواية وهم: عبد الوهاب الذي كان شخص تائه وغير ناجح بسبب نقمه على نجاح أبيه والذي اعتبره عائق ويتزوج فيما بعد من روزالين الأمريكية التي أعتنقت الإسلام، وعبد الستار (أو عبد السلام) الذي نجح في التعليم ودخل كلية الهندسة لكنه قبل التخرج يقرر السفر لإنجلترا هرباً من نفوذ أبيه ويتزوج هناك وتنقطع صلته بعائلته، ولديه 4 بنات وهن: سنية و بهيرة والتي كانت شخصيات ثانوية بالرواية ولم يرد عنهن سوى أن زيجاتهن فشلت، ونفسية التي تزوجت مصطفى في الرواية وكان شخص انتهازي ومقرب لعبد الغفور ويطمع في إدارة املاكه بعد وفاته، والصغرى وهي نظيرة.
تعتبر نظيرة في الرواية الأصلية هي البطلة الرئيسية والتي تدور حولها الأحداث وترفض "جلباب أبيها" والذي يرمز لوصايته وشخصيته المتحكمة الرجعية، وتحكى الرواية على لسان حسين الذي سيصبح فيها بعد زوجاً لنظيرة، بينما في المسلسل كانت شخصية عبد الغفور هي الشخصية الرئيسية وتدور حولها الأحداث.

## سمات الشخصية
قدمت الرواية شخصية عبد الغفور البرعي كرجل بسيط من بيئة بسيطة غير متعلم ويرتدى الجلباب، ولكنه ينجح فيما بعد في الصعود في مجال التجارة وهذا النجاح يجعله محط إعجاب الكثيرين بشكل يؤثر على أبناءه ويكون لهم عقدة الأب الثري، كما أن ثراءه سيجعله شخص متحكم ومتسلط على من حوله ولا يهتم إلا بنفسه، وبحسب الرواية وصفته بأنه شخص بخيل، واستطاع أن يشتري قصر ولكن بدلاً من يسكنه فضل تأجيره ليستفيد من إيجاره، أيضاً رغم جهله استطاع الاستعانة بالكثير من المتعلمين ليعملوا تحت أمره، واستطاع تحقيق الثراء عن طريق الرشوة والاحتيالات ويتهرب من الضرائب، ولكن في نفس الوقت وصفته الرواية بأنه لا يتحكم في مصير أبناءه بل كان يترك لهم حرية القرار و يؤمن بأن يجب على كل فرد أن يبني حياته بنفسه وكان مهتم بتعليمهم على أفضل شكل ممكن، وكان يقدس الحياة الزوجية ويهتم بزوجته ويهتم بتوفير الحياة الكريمة لأبناءه لأبعد حد.
المسلسل ألتزم نسبياً بنفس السمات التي كانت عليها الرواية ولكن أضفى لها بعداً يتمثل في سرد قصة نجاحه والتي كانت مثار إعجاب المشاهدين، أيضاً قدمته كشخص يلجأ للحيل ولكن في نطاق العمل وعرف السوق، ويرفض أن يحصل على أي مال ليس من حقه، أيضاً صوره المسلسل كرجل يحب البر والخير ويعطف على الفقراء.

## الأعمال التي ظهر فيها
ظهرت الشخصية في رواية (لن أعيش في جلباب أبي) عام 1982 من تأليف إحسان عبد القدوس عن مركز الأهرام للترجمة والنشر، حققت الرواية نجاحاً متوقع نظراً لشهرة ومكانة عبد القدوس الأدبية وفي أوساط القراء وقتها.
وفي عام 1995 تم تحويل الرواية إلى مسلسل إذاعي بأداء صوتي لكلاً من: فريد شوقي وزهرة العلا وجمال عبد الحميد وسوسن بدر وصبري عبد المنعم وإخراج أحمد علام، والذي ألزم فيها المسلسل الإذاعي بالرواية بشكل نصي.
ثم كان العمل الأبرز وهو مسلسل لن أعيش في جلباب أبي عام 1996 من بطولة نور الشريف وعبلة كامل وعبد الرحمن أبو زهرة ومصطفى متولي ومحمد رياض وإخراج أحمد توفيق، والذي حقق نجاحاً ساحقاً وقت عرضه بل وأستمر النجاح لاحقاً عند إعادة عرضه والذي أعتبر من أكثر المسلسلات مشاهدة على مدار 25 عاماً.

## تأثيرها
النجاح الذي حققته الشخصية من خلال المسلسل كان لها أثر على الثقافة والجمهور، حيث تم الإشارة إلى الشخصية في عدة أعمال أدبية أخرى ومنها: فيرتيجو لأحمد مراد، وكتاب (أنا قادم أيها الضوء) لمحمد أبو الغيط، ورواية مولانا كشمير و ورواية رحلتي إلى الصعيد ورواية الكازاوي وغيرها.
تصدرت أيضاً شخصية عبد الغفور صدارة وسائل التواصل الإجتماعي ومحركات البحث عدة مرات، حيث تصدر ترند تويتر عام 2015 عقب وفاة الممثل نور الشريف، ومرة ثانية في نوفمبر 2023 أيضاً ترند تويتر أثناء حرب غزة حيث طلب الجمهور من الحاج عبد الغفور البرعي شراء خردة الآليات والدبابات المحطمة، ثم تصدر مرة ثالثة في أغسطس 2024 عقب ورود اسمه ضمن اسئلة أحد المناهج التعليمية للصف الأول الإعدادي بمصر، مما دفع وزارة التربية والتعليم بنشر بيان ينفي إدارجه ضمن مناهج التعليم وأن السؤال المشار له ضمن أحد الكتب الخارجية وليس الكتب الرسمية.
أيضاً هيئة وملابس شخصية عبد الغفور استخدمت في إعلان تلفزيوني لشركة المصرية للاتصالات عام 2022، بل وأيضاً سخر بعض الجمهور من تحول عباءة الشخصية إلى موضة، كذلك أشار بعض المغرودون من تشابه المعطف الشهير للشخصية مع معطف إحدى المتاجر الشهيرة.

## وصلات خارجية
- عبد الغفور البرعي على موقع قاعدة بيانات الأفلام على الإنترنت